# Nelima mexicana
Nelima mexicana is een hooiwagen uit de familie Sclerosomatidae.